# Vân thủy
Vân thủy (zh. 雲水, ja. unsui) là mây nước. Trong Thiền tông, danh từ này được dùng để chỉ những thiền sinh mới gia nhập Thiền viện, chỉ các Sa-di. Các khung trang trí ở những Thiền viện thường được vẽ hoặc khắc với những mô-típ vân thủy.
Đến và đi vô ý, lưu động tự do tự tại, hợp tán tuỳ theo điều kiện bên ngoài, thích hợp với mọi hoàn cảnh như nước chảy một cách im lặng qua những chướng ngại, tuỳ theo dạng của vật chứa – đó chính là những đặc tính tiêu biểu của mây nước, những đặc tính mà Thiền tông đề cao và tìm cách thực hiện trong cuộc sống.
Lấy mây nước làm gương cho cuộc sống – phong cách này đã được tìm thấy nơi các vị hâm mộ Lão giáo (Lão Tử, Trang Tử), một hệ thống triết lý gây ảnh hưởng rất lớn đến Thiền tông. Rất nhiều thi hào đã ca tụng "mây trắng" (bạch vân 白雲) là biểu tượng của một cuộc sống siêu phàm. John Blofeld viết trong The Wheel of Life: 
"Trong vạn vật thì người có trí nên chọn nước làm thầy. Nước chinh phục được tất cả… Nước tránh tất cả những chướng ngại với một sự khiêm nhường lạ lùng, nhưng không một chướng ngại nào có thể ngăn cản được nước trên con đường trở về đại dương đã định. Nước thắng bằng sự khiêm nhường, không bao giờ tấn công nhưng vẫn thắng trận cuối. Trí giả noi gương nước mà hành động thì rất khiêm nhường, vô sự, hành động trong vô vi (Bất hành nhi hành) nhưng qua đó mà chinh phục được thế gian."